# Casse (art martial)
Pour les articles homonymes, voir Casse.

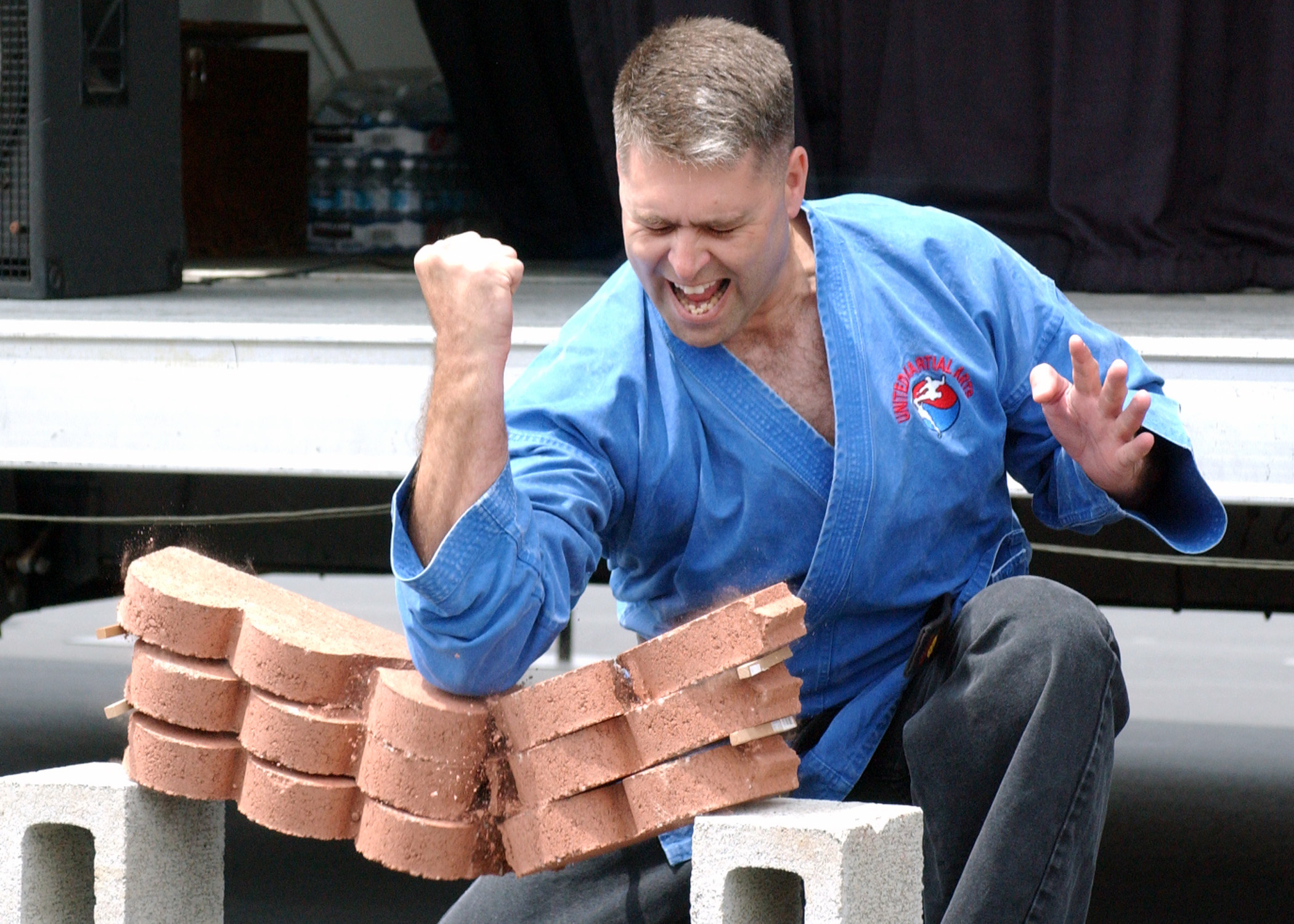
Démonstration de casse, par un pratiquant de taekwondo.

La casse, tameshiwari (試し割り) ou shiwari, est l'art de briser des objets solides (tels que des briques ou des morceaux de bois) à des fins de démonstration, de compétition ou d'entraînement. La casse est notamment enseignée dans le karaté, le taekwondo, le pencak silat ou arts martiaux vietnamiens.
La réussite d'une casse est le résultat d'un savant dosage de puissance, de technique et de concentration. La moindre défaillance dans un ou plusieurs de ces paramètres et la casse échoue en créant généralement des blessures plus ou moins sérieuses.
On distingue la casse active lors de laquelle le pratiquant utilise une partie de son corps pour casser une matière fixe ou en mouvement, et la casse passive quand un assistant casse quelque chose sur une partie du corps du pratiquant.

## Planches de casse
À l'origine, au Japon, le tameshiwari était réalisé avec des planches de cèdre. Pour des raisons de disponibilités et de coûts, on utilise plutôt, dans nos régions [Où ?], du sapin. Il est nécessaire de veiller au sens du bois et d'éviter les nœuds qui rendraient la casse plus difficile, voire impossible. La taille de la planche était à la base de 30 × 21 × 2,4 cm.

## Autres matériaux
Divers matériaux peuvent également être utilisé pour la casse. Outre le bois on trouve : briques, tuiles, pain de glace, etc.

## Pratique
Si la plupart des styles de karaté intègrent, à un moment ou l'autre, la pratique du tameshiwari pour les élèves avancés, celle-ci n'est pas développée sur une longue durée. En effet, la pratique du makiwara, indispensable à une bonne préparation, est plutôt rare dans les salles actuelles. Les démonstrations sont donc souvent réalisées par des pratiquants n'effectuant des casses qu'à ces occasions, à l'exception de certains styles, comme le Kyokushinkai, qui utilisent des épreuves de casse afin de départager les match-nuls.

## Voir aussi

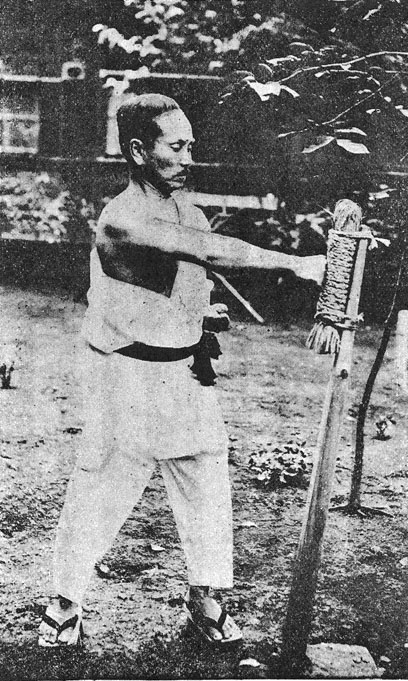
Entrainement au makiwara préparatoire au tameshiwari.